# 楽府
楽府（がふ）とは、漢魏の漢詩の一形式で、古体詩の一種。南朝斉の武帝の命を受けて撰した南朝宋の正史である『宋書』の「楽志」に記載されたため、現存する貴重な文学作品である。その文体を楽府体（がふたい）ともいう。
北宋の郭茂倩の編著『楽府詩集』に、楽府は集大成されているが、これには楽府本来の楽歌でないものも収録されている。楽府は本来音楽の伴奏によって歌われていた楽章である。『宋書』の「楽志」に記載されたものは「晋楽所奏」と記載されて、区別されている。

## 歴史
前漢の武帝の時期、音楽官署が設立され作曲や変曲、楽団の育成、音楽を司る役所としての名称であったが、その後は楽府において集められた歌謡そのものをさす言葉となった。司馬相如たちに詩賦を作らせて、民間歌謡を集めさせた。こうして燕・代・秦・楚などの集め、民謡楽府とともに、朝廷楽府、西域の音楽などが楽府の文学の範囲に入ることになる。
以後、民間歌謡全般を楽府と称することがあり、宋元の詞や曲も楽府と呼ばれることがあった。文学史上のいわゆる楽府の形式は晋代以降に呼ばれるようになったもので、漢魏の古曲に基づく楽府を楽府古辞、六朝時代の民間歌謡にもとづくものを楽府民歌といい、これらを古楽府という。唐代になると古楽府はほとんど演奏されなくなり、古楽府の形式に沿って作られたりし、朗読される詩歌となっていった。また中唐以降になると、白居易を始めとして新しい題（新題）を創始して楽府が作られるようになり、これを新楽府という。
北宋の郭茂倩の『楽府詩集』では漢から唐に至るまでの歌謡、または文人がその題（古題）を借りて創作したり、その体裁を模倣して作った歌詞、新楽府が収録されている。

## 特徴
『楽府詩集』の構成については楽府詩集を参照。

## 新楽府
白居易（白楽天）には新楽府と名付けて別集に収録された一群の詩がある。詳細は「白居易#白居易と新楽府」を参照。